# ʿAbd
ʿAbd (in arabo عبد‎?, in italiano: schiavo, servo) è un nome proprio utilizzato come teoforo.
Un tipico esempio è l'espressione ʿAbd Allāh, che significa quindi servo di Allah, cioè "servo di Dio" (o similmente ʿAbd al-Ḥamīd "servitore del Lodato").